# Audrey Mestre
Audrey Mestre (1974-2002) fue una buceadora francesa, cuya especialidad fue el buceo libre o apnea.

## Biografía

### Infancia y formación
Nació el 11 de agosto de  1974 en Saint-Denis, cerca de París (Francia), en una familia de buceadores: su abuelo y su madre se dedicaban a la pesca submarina. Desde muy temprana edad se inició en los deportes acuáticos, ganando su primera medalla de oro, en natación, a los 3 años de edad. A los 13 años ya practicaba buceo; sin embargo, no fue hasta los 16 años cuando recibió su licencia de buceadora recreativa, debido a las leyes francesas. En los años 90 su familia se trasladó a México, donde eligió estudiar la carrera de Biología Marina. En su tesis doctoral, presentada en 1995, sobre la "fisiología del buceo", trató de demostrar que a grandes profundidades (en buceo libre), los pulmones del ser humano se llenaban de plasma.

### Submarinismo
En 1996, el apneista cubano Francisco "Pipín" Ferreras organizó una inmersión de buceo libre en Cabo San Lucas, México, cerca de la La Paz, ciudad donde residía Audrey. Gran admiradora de "Pipín", Audrey viajó a San Lucas y lo conoció, llegando a ser una buza auxiliar en tal inmersión. Ese mismo año Mestre se mudó a Miami para vivir con, su ya novio, Francisco Ferreras. Después de trasladarse, Ferreras se convirtió en su entrenador y se involucró de lleno en el buceo libre.
El 29 de mayo de 1997 batió su primer récord en la isla Gran Caimán, cerca de Cuba, sumergiéndose a 80 m en apnea. Un año después, el 6 de junio de 1998, rompe su propio récord, al sumergirse 115 m junto con Ferreras. Esta marca, sin embargo, no fue reconocida, dado que no se dio aviso a ninguna institución para que homologara el récord de la francesa.
No se dio por vencida, y el 13 de mayo de 2000 rompió su récord, ahora sí de manera oficial, sumergiéndose a 125 m de profundidad en la Isla de La Palma, España. En mayo de 2001 Audrey y "Pipín" alcanzan un récord juntos, al sumergirse 100 m en apnea. Esta vez el récord, a diferencia del de 1998, sí es reconocido por los medios.
Audrey Mestre realizó otra inmersión en el año 2002 en Fort Lauderdale (Florida, Estados Unidos), con éxito impresionante. Alcanzó los 130 m de profundidad en tan sólo 1 minuto y 56 s, convirtiéndose en la quinta persona a nivel mundial en realizar la inmersión más rápida.
En 2001, en Miami (Florida, Estados Unidos), junto a Karoline Dal Toe, obtuvo un nuevo récord del mundo en la categoría de Tandem No Limits Femenino, alcanzando una profundidad de -91 metros / 300 ft.
El año siguiente, en abril, realizó su penúltimo récord del mundo en La Romana, República Dominicana, junto a su marido Pipín Ferreras, realizando un inmersión en la categoría de Tandem No Limits Mixto en la que alcanzó una profundidad de -103 metros / 338 ft.
Su última inmersión, el 12 de octubre de 2002, se llevó a cabo en República Dominicana, donde la apneista trató de romper el récord femenino impuesto por Tanya Streeter de 160 m de profundidad. Logró sumergirse sin problemas a una profundidad de 171 m, cuando la inmersión comenzó a complicarse por un fallo técnico, debido a un error humano, en el globo elevador, lo que le hizo imposible volver a la superficie a tiempo. Audrey falleció en este intento. Aún se desconoce a que se debió la falla técnica que causo de la boya de ascenso no funcionara y queda la duda de que haya sido intencional, lo que posiblemente involucra a su pareja Francisco "Pipín" Ferreras, pero la justicia a falta de un peritaje técnico exhaustivo jamás esclareció este hecho.
Al siguiente año, su marido realizó la misma inmersión en honor a su difunta esposa, a la misma profundidad, para entregarle simbólicamente un ramo de flores. Inmersión que fue grabada por el legendario cinematógrafo James Cameron
Al día de hoy los padres de Audrey viven en México, debido a que su sueño era vivir en ese país, que le fascinaba y fue además donde conoció a su marido Pipín.

## Galardones
Audrey Mestre fue incinerada, y sus cenizas dispersadas en alta mar por su marido, acompañado por los padres de Audrey. En 2002 fue incluida en el "Women Divers Hall of Fame", el cuadro de honor de las mujeres submarinistas, y en agosto de 2004 su marido publica un libro narrando su historia, bajo el título The Dive: A Story of Love and Obsession (ISBN 0-06-056416-4). Un artista del blues Lou Wamp realizó un tributo instrumental titulado Audrey's Last Dive en 2005.
Muchos otros artículos sobre Audrey fueron publicados, así como documentales submarinos.
Los derechos cinematográficos de En el abismo azul, escrito por su esposo Pipín, fueron adquiridos por 20th Century Fox y el famoso director de cine James Cameron, autor de  "Titanic", "Avatar" o "Terminator". La producción está en pleno desarrollo y se prevé su lanzamiento en 2016. Se ha sumado al equipo de producción el director Francis Lawrance, conocido por la película "Los juegos del hambre (Hunger Games)". No es casual que la protagonista de esta saga, Jennifer Lawrence, sea quien haga de Audrey Mestre en la nueva superproducción, tal como se dio a conocer a principios de 2015.